# Igreja da Bósnia
A Igreja da Bósnia era uma organização independente que existia no território das terras sérvias históricas nos Balcãs (principalmente Bósnia e Herzegovina ou Sérvia Transmontana) do final do século XII ao final do século XV. 
Doutrinalmente baseado no Bogomilismo, também foi considerado herético por Constantinopla e Roma como nacionalmente sérvio. Os Bogomils foram expulsos da Ráscia e da Zagora (Bulgária) /isto é Moesia e Valáquia com o centro de Veliko Tarnovo/ no final do século XII e início do século XIII, encontrando uma boa recepção nas terras sérvias.
A própria igreja e sua congregação foram consideradas legítimas. A diocese coincide com a expansão das stéccias. No entanto, sua diocese não incluía Sérvia Marítima.
Depois que o Império Otomano conquistou a Bósnia e Herzegovina, todos se converteram ao Islã para pagar menos impostos e porque eram muito pobres. A igreja desapareceu.